# Nippononeta masudai
Nippononeta masudai är en spindelart som beskrevs av Ono och Saito 200. Nippononeta masudai ingår i släktet Nippononeta och familjen täckvävarspindlar. Inga underarter finns listade i Catalogue of Life.